# Тальское муниципальное образование
Тальское муниципальное образование — муниципальное образование со статусом сельского поселения в 
Тайшетском районе Иркутской области России. Административный центр — поселок Талая.

## Демография
По результатам Всероссийской переписи населения 2010 года 
численность населения муниципального образования составила 400 человек, в том числе 208 мужчин и 192 женщины.

## Населённые пункты
В состав муниципального образования входят населённые пункты
- Талая
- Благодатское
- Георгиевка[2]